# Musée national de la carte à jouer de Turnhout

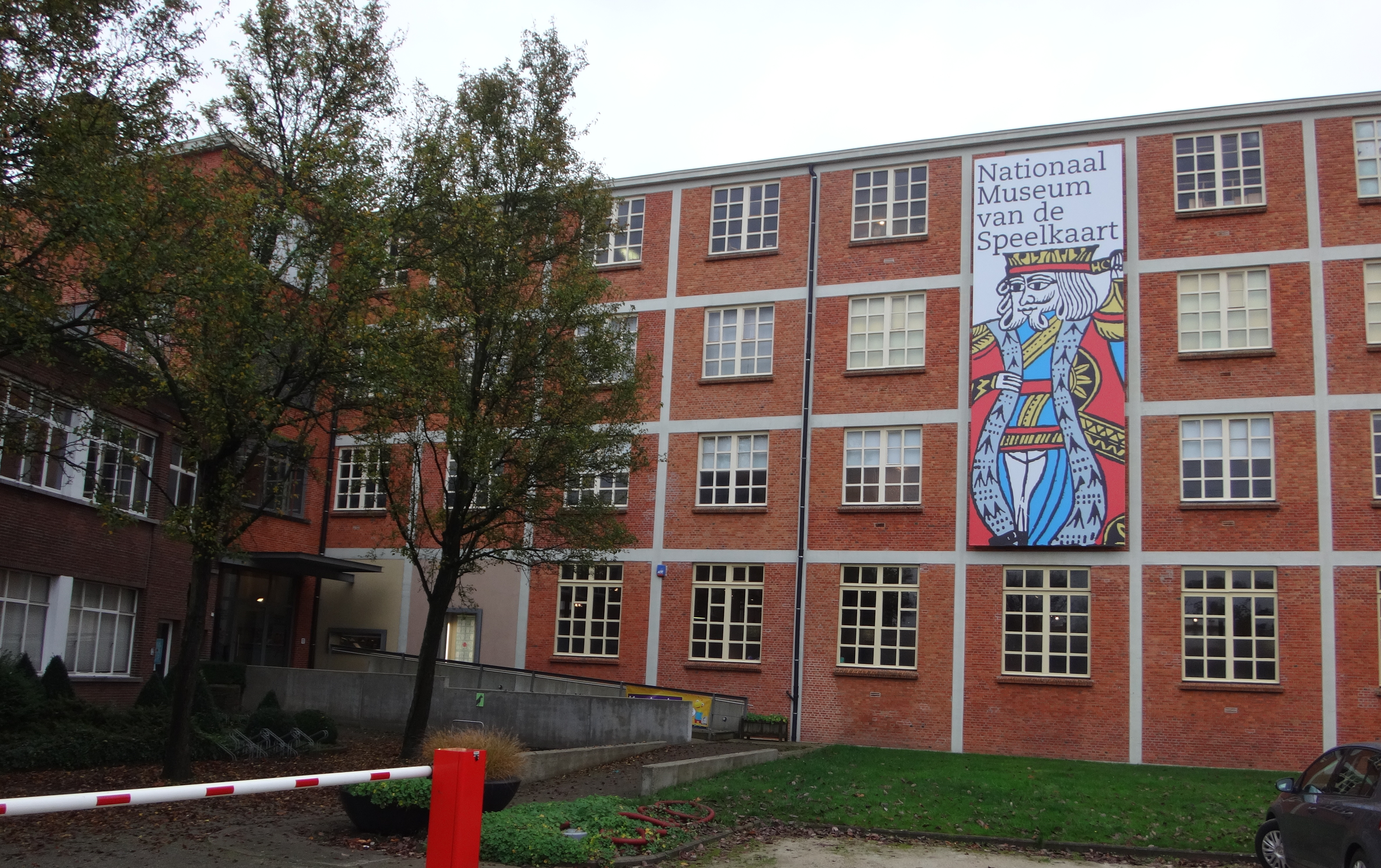
Le Musée national de la carte à jouer de Turnhout

Le Musée national de la carte à jouer de Turnhout, a été fondé en octobre 1965 et s'est installé en 1988 dans une ancienne fabrique à Turnhout, en Belgique. Ce musée traite de l'histoire, de l'utilisation et de la fabrication des cartes à jouer.

## Collection permanente
Les collections permanentes se compose d'une importante collection de jeux de cartes fabriqués à Turnhout et aux Pays-bas. Les pièces les plus anciennes date du début du XVIe siècle, mais l'accent est mis principalement sur la période industrielle.
Le musée présente également des presses à imprimer et du matériel de conception graphique. 
Certaines machines sont encore fonctionnelles et des bénévoles proposent deux fois par mois des démonstrations d'impression et de fabrication de cartes à jouer. Le personnel fait aussi fonctionner la machine à vapeur du XIXe siècle, clou de la collection du musée.
Au printemps 2017, le Musée a inauguré une nouvelle mise en scène de l'histoire de la carte à jouer. 

## Tram 41
Le Musée National de la Carte à jouer appartient, tout comme la Begijnhofmuseum, le Taxandriamuseum et les Archives de la ville, à l'ensemble connu sous le nom de TRAM 41 et considéré comme le centre d'excellence culturelle de Turnhout et de la Campine anversoise.